# Svartholmen
Ne doit pas être confondu avec Svartholmen (Øygarden) ou Svartholmen (Sveio).
Svartholmen est une île norvégienne du comté de Hordaland appartenant administrativement à Bømlo.

## Description
Rocheuse et désertique, à fleur d'eau, elle s'étend sur environ 220 m de longueur pour une largeur approximative de 77 m. 